# Baby Marie Osborne
Baby Marie Osborne, nata Helen Alice Myres (Denver, 5 novembre 1911 – San Clemente, 11 novembre 2010), è stata un'attrice statunitense, la maggiore attrice bambina del cinema muto dal 1914 al 1919 (tra i 3 e gli 8 anni d'età), nota semplicemente anche come Baby Marie, e quindi dagli anni cinquanta affermata costumista in produzioni cinematografiche.

## Biografia
Nata Helen Alice Myres a Denver in Colorado, Osborne fece il suo debutto a tre anni nel film del 1914 Kidnapped in New York. Dopo aver concluso un lucroso contratto con la Balboa Films, dall'età di cinque anni partecipò a numerosi film, inclusi i più famosi della sua carriera, come Little Mary Sunshine del 1916 dove fu diretta da Henry King, uno dei pochi suoi film ad essere sopravvissuto sino ai giorni nostri. Gli altri suoi film noti includono Sunshine and Gold (1917), When Baby Forgot (1917), Daddy's Girl (1918), The Locked Heart (1918), Winning Grandma (1918), The Sawdust Doll (1919) and Daddy Number Two (1919). 
Il suo ultimo film da attrice bambina fu Miss Gingersnap (1919). Secondo un diffuso cliqué del tempo, a fianco della piccola Osborne compare spesso un bambinello afroamericano come suo devoto compagno di giochi, interpretato inizialmente da Leon Pardue e poi di norma da Ernest Morrison. In tutto, Marie Osborne recitò in ventinove pellicole, per un periodo di sei anni, durante il quale raggiunse uno status di star fino ad allora sconosciuto agli attori bambini. Con Gordon Griffith, Zoe Rae e Tibor Lubinszky, condivide il primato di essere tra i primi piccoli interpreti agli inizi del cinema muto, cui siano stati affidati ruoli di protagonista in lungometraggi negli anni dieci. 
Osborne tornò ad essere attiva nel cinema negli anni trenta e quaranta come comparsa o come controfigura (frequentemente per Ginger Rogers), in ruoli non accreditati. A partire dalla metà degli cinquanta conobbe una seconda stagione di successo, questa volta come costumista, lavorando nel reparto costumi e guardaroba in importanti produzioni cinematografiche come Il giro del mondo in 80 giorni (1956) e Come uccidere vostra moglie (1965), o Il padrino - Parte II (1974) e Balordi & Co. - Società per losche azioni capitale interamente rubato $ 1.000.000 (1976). Scomparsa nel 2010 all'età di 99 anni, è sepolta al Mission San Luis Rey Cemetery a Oceanside, California.

## Riconoscimenti
- Young Hollywood Hall of Fame (1908-1919)

## Filmografia

### Attrice
- Kidnapped in New York - cortometraggio (1914)
- The Maid of the Wild - cortometraggio (1915)
- Should a Wife Forgive?, regia di Henry King (1915)
- Little Mary Sunshine, regia di Henry King (1916)
- Shadows and Sunshine, regia di Henry King (1916)
- Joy and the Dragon, regia di Henry King (1916)
- Twin Kiddies, regia di Henry King (1917)
- Told at Twilight, regia di Henry King (1917)
- Sunshine and Gold, regia di Henry King (1917)
- When Baby Forgot, regia di W. Eugene Moore (1917)
- I miei fidanzati (Captain Kiddo), regia di W. Eugene Moore - cortometraggio (1917)
- Tears and Smiles, regia di William Bertram (1917)
- The Little Patriot, regia di William Bertram (1917)
- Daddy's Girl, regia di William Bertram (1918)
- Dolly Does Her Bit, regia di William Bertram (1918)
- A Daughter of the West, regia di William Bertram (1918)
- The Voice of Destiny, regia di William Bertram (1918)
- The Locked Heart, regia di Henry King (1918) [senza fonte]
- Cupid by Proxy, regia di William Bertram (1918)
- Milady o' the Beanstalk, regia di William Bertram (1918)
- Winning Grandma, regia di William Bertram (1918)
- Dolly's Vacation, regia di William Bertram (1918)
- Child of M'sieu, regia di Harrish Ingraham (1919)
- The Old Maid's Baby, regia di William Bertram (1919)
- The Sawdust Doll, regia di William Bertram (1919)
- The Little Diplomat, regia di Stuart Paton (1919)
- Baby Marie's Round-Up, regia di William Bertram - cortometraggio (1919)
- Daddy Number Two - cortometraggio (1919)
- Miss Gingersnap, regia di William Bertram - cortometraggio (1919)
- International House, regia di Edward Sutherland (A. Edward Sutherland) (1933)[senza fonte]
- Joanna (Carolina), regia di Henry King (1934)
- Roberta, regia di William A. Seiter (1935)
- Gli ultimi giorni di Pompei (The Last Days of Pompeii), regia di Ernest B. Schoedsack e Merian C. Cooper (1935)
- We're Only Human, regia di James Flood (1935)
- Follie d'inverno (Swing Time), regia di George Stevens (1936)
- Palcoscenico (Stage Door), regia di Gregory La Cava (1937)
- Wise Girl, regia di Leigh Jason (1937)
- Vacanze d'amore (Having Wonderful Time), regia di Alfred Santell (1938)
- Le conseguenze di un bacio (His Butler's Sister), regia di Frank Borzage (1943)
- La nave della morte (Follow the Boys), regia di A. Edward Sutherland (1944)
- Gianni e Pinotto fra le educande (Here Come the Co-Eds), regia di Jean Yarbrough (1945)
- Arco di trionfo (Arch of Triumph), regia di Lewis Milestone (1948)
- My Own True Love, regia di Compton Bennett (1949)
- Bunco Squad, regia di Herbert I. Leeds (1950)

- I misteri di Hollywood (Hollywood Story), regia di William Castle (1951)[senza fonte]

### Costumi e guardaroba
- Il giro del mondo in 80 giorni (Around the World in Eighty Days), regia di Michael Anderson (1956)
- The Heart Is a Rebel, regia di Dick Ross (1958)
- La mia terra (This Earth Is Mine), regia di Henry King (1959)
- Il grande impostore (The Great Impostor), regia di Robert Mulligan (1961)
- Come uccidere vostra moglie (How to Murder Your Wife), regia di Richard Quine (1965)
- La caccia (The Chase), regia di Arthur Penn (1966)
- Quando muore una stella (The Legend of Lylah Clare), regia di Robert Aldrich (1968)
- L'assassinio di Sister George (The Killing of Sister George), regia di Robert Aldrich (1968)
- Do Not Fold, Spindle or Mutilate, regia di Ted Post - tv movie (1971)
- Come eravamo (The Way We Were), regia di Sydney Pollack (1973)
- Il padrino - Parte II (The Godfather: Part II), regia di Francis Ford Coppola (1974)
- Balordi & Co. - Società per losche azioni capitale interamente rubato $ 1.000.000 (Harry and Walter Go to New York), regia di Mark Rydell (1976)

## Galleria d'immagini

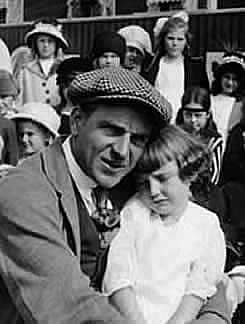
In braccio al regista Henry King
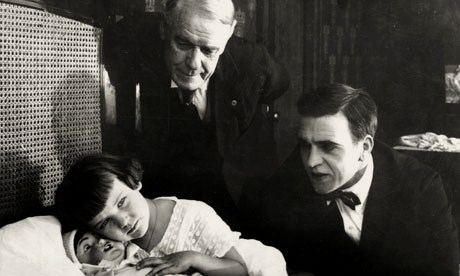
Little Mary Sunshine (1916)
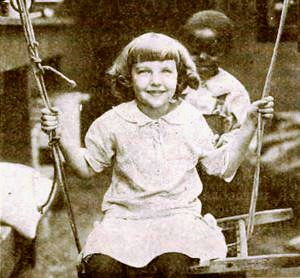
Con Ernest Morrison in Dolly's Vacation (1918)
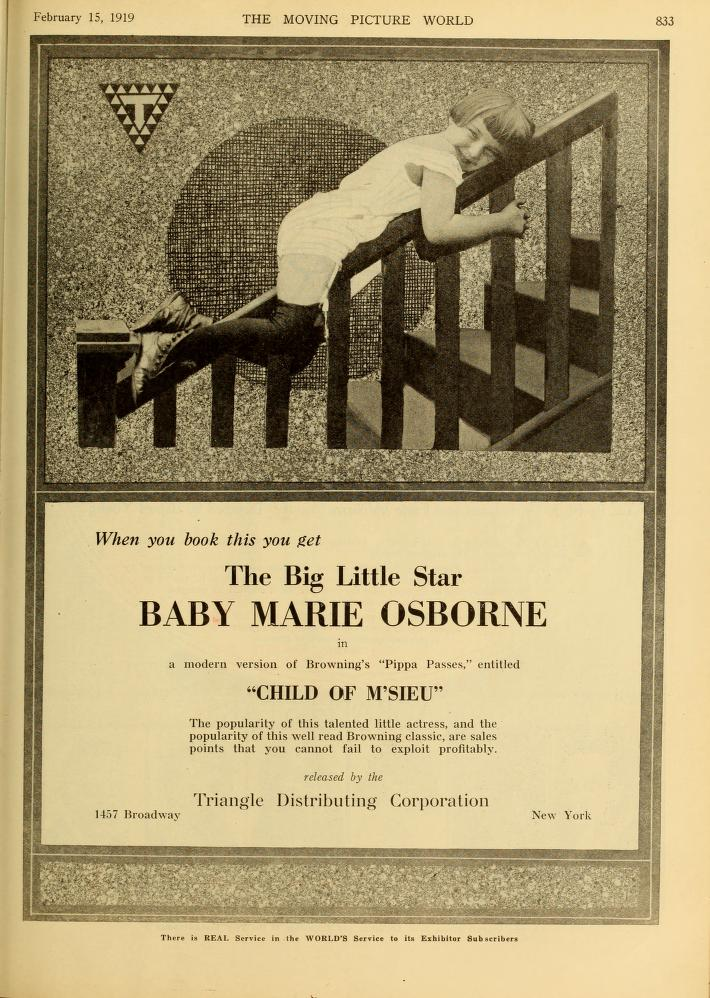
Child of M'sieu (1919)